# Predsedniška palača Ak Orda
Predsedniška palača Ak Orda (kazaško Ақорда резиденциясы, Aqorda rezidentsiyasy, lit. 'rezidenca bele horde') je uradno delovno mesto predsednika Kazahstana, ki stoji v glavnem mestu Astana. Palača je bila zgrajena v treh letih in uradno odprta leta 2004. Zgradila jo je skupina Mabetex, ki jo je ustanovil Behgjet Pacolli, 3. predsednik Kosova in 1. podpredsednik kosovske vlade.
Stoji na levem bregu reke Išim in je predsednikovo delovno mesto, v njem pa je osebje predsedniške administracije; to ni kraj predsednikovega prebivališča.

## Opis
Monumentalna vladna stavba je bila zgrajena z uporabo armiranobetonske konstrukcije. Fasado iz italijanskega marmorja v veliki meri določajo velika okna. Zunanja marmorna obloga je debela med 20 in 40 centimetri. Na strehi stavbe je velika modro-zlata kupola, na katero je pritrjen zlati zvonik. Na vrhu tega vrha je zlato sonce z 32 žarki; Vključuje tudi stepskega orla, ki je postavljen pod soncem z razprostrtimi krili. Ta dva simbola najdemo tudi na kazahstanski zastavi. Kazahstanski državni grb je viden na ravni petega nadstropja, na strehi zgoraj pa je nameščen drog za zastavo s kazahstansko zastavo.
Skupna višina z vrhom je 80 metrov. Palačo Ak Orda sestavlja pet nadstropij, od katerih je pritličje visoko deset metrov, preostala štiri pa so visoka le pet metrov.
Znotraj palače je velik predprostor v pritličju. Zajema površino 1800 kvadratnih metrov, opremljeno z granitnimi tlemi. Prvo nadstropje stavbe vključuje banketno dvorano za uradne predsedniške dogodke, sobo za tiskovne konference in zimski vrt. Drugo nadstropje se v celoti uporablja kot pisarniški prostor. V tretjem nadstropju je več dvoran za različne priložnosti. Ena od teh dvoran je Marmorna dvorana. Uporablja se za podpisovanje dokumentov med uradnimi obiski, za predsedniška srečanja s tujimi voditelji držav in predsedniki vlad ali za podelitev državnih priznanj. Druga je Zlata dvorana, ki se uporablja za nejavna srečanja med kazahstanskim predsednikom in tujimi gosti. V četrtem nadstropju je dvorana Dome za sestanke vrhovnega srečanja predsednika Kazahstana s predstavniki ministrstev in uradov, strank, gibanj in intelektualcev Republike Kazahstan. Na voljo je tudi konferenčna soba in sejna soba ter knjižnica in druge pisarne.
Zlata barva je vidna po celotnem kompleksu, za talne vzorce pa je bilo uporabljenih enaindvajset vrst marmorja.

## V popularni kulturi
Ime Ak Orda izhaja iz orientalskega imena prve države na današnjem ozemlju Kazahstana. Sklicuje se na Belo Hordo (kazaško Ақ Орда, latinizirano: Aq Orda).
Palača AkOrda je upodobljena na bankovcu za 10.000 tenge iz serije bankovcev 2011/12.

## Galerija
- Serija bankovcev za 10.000 tenge iz serije 2012 z Ak Ordo
- Kazahstanski predsednik Nursultan Nazarbajev in indijski premier Narendra Modi pregledujeta častno stražo, Ak Orda (2015)